# 羅斯伍德 (加利福尼亞州洪堡縣)
羅斯伍德（英語：Rosewood）是位於美國加利福尼亞州洪堡縣的一個非建制地區。該地的面積和人口皆未知。

## 地理
羅斯伍德的座標為40°46′04″N 124°09′56″W / 40.76778°N 124.16556°W，而該地的平均海拔高度為40米（即131英尺）。